# Stensjön (Misterhults socken, Småland)
Stensjön är en sjö i Oskarshamns kommun i Småland och ingår i Viråns huvudavrinningsområde.